# Antonio Ferreira de Oliveira Junior
Antonio Ferreira de Oliveira Junior (Rio de Janeiro, 24 ottobre 1984) è un ex calciatore brasiliano, di ruolo difensore.

## Palmarès

### Club

#### Competizioni statali
- Campeonato Paulista Série A2: 2

Guarani: 2018
São Bernardo: 2021
- Copa Paulista: 1

São Bernardo: 2021

#### Competizioni internazionali
- Baltic League: 1

Metalurgs Liepaja: 2007